# زمین‌لرزه ۱۹۷۸ تایوان
زمین‌لرزه تایوان در تاریخ ۲۳ دسامبر ۱۹۷۸ میلادی، برابر با ‎۲ دی ۱۳۵۷، ساعت ۱۱:۲۳:۱۲ به زمان یوتی‌سی در تایوان رخ داد. ژرفای این زلزله ۴۱٫۶ کیلومتر بود، و بزرگی آن ۷ در مقیاس Mw اعلام شده‌است. زمین‌لرزه به وقت محلی در روز شنبه، ساعت ۱۹ روی داده و منطقه زمانی آن یوتی‌سی +۸ بوده‌است.
سازمان زمین‌شناسی آمریکا نیز رومرکز این زمین‌لرزه را در مختصات ۲۳°۱۴′۴۹″شمالی ۱۲۲°۰۴′۳۰″شرقی / ۲۳٫۲۴۷°شمالی ۱۲۲٫۰۷۵°شرقی و ژرفای آنرا در ۳۳ کیلومتر گزارش کرده‌است. بزرگی برگزیدهٔ این سازمان از میان بزرگیهای محاسبه‌شدهٔ مختلف ۷٫۲ در مقیاس ریشتر بوده و از دید اثر، در میان چهار دسته‌بندی «نامحسوس»، «محسوس»، «زیان‌آور» یا «با تلفات»، زلزله را «با تلفات» اعلام کرده‌است.
پروژهٔ «تنسور گشتاور مرکزوار» زاویه‌های (راستا، شیب، ریک) گسل سازندهٔ زمین‌لرزه و صفحه عمود بر آنرا (°۲۳۹، °۵۳، °۱۵۸) یا (°۳۴۳، °۷۲، °۳۹) و نوع گسل را«امتدادلغز» فرارسانده‌است.
شمار کشتگان زلزله حدود ۲ نفر بوده‌است. تعداد زخمیان ۳ نفر برآورده شده‌است.